# Yunganastes
Yunganastes es un género de anfibios anuros de la familia Craugastoridae. Yunganastes era antes considerado un subgénero del género Eleutherodactylus y posteriormente de Pristimantis. Las especies del género se distribuyen por los Andes desde el sur de Perú hasta Bolivia central.

## Especies
Se reconocen las siguientes cinco especies según ASW:
- Yunganastes ashkapara (Köhler, 2000)
- Yunganastes bisignatus (Werner, 1899)
- Yunganastes fraudator (Lynch & McDiarmid, 1987)
- Yunganastes mercedesae (Lynch & McDiarmid, 1987)
- Yunganastes pluvicanorus (De la Riva & Lynch, 1997)